# سیتکا (کانزاس)
سیتکا (به انگلیسی: Sitka) یک منطقهٔ مسکونی در ایالات متحده آمریکا است که در شهرستان کلارک، کانزاس واقع شده‌است.